# Порто-Кристо
Порто-Кристо (исп. Porto Cristo) — город на восточном побережье испанского острова Майорка, входит в состав муниципалитета Манакор. От муниципального района находится в 13,8 км, население составляет 7 317 человек по состоянию на 2008 год. Город пользуется популярностью у туристов благодаря расположенным в нем пещерам Coves del Drach и Coves dels Hams.